# White Cart Water
Das White Cart Water ist ein Fluss in Schottland.

## Geographie
Das White Cart Water entspringt in einem Wald in der Council Area East Renfrewshire etwa sieben Kilometer südwestlich von East Kilbride. Es folgt für 14,5 Kilometern einer nördlichen Richtung und markiert bis Clarkston die Grenze zwischen den Council Areas East Renfrewshire und South Lanarkshire. Sein Lauf tangierte in diesem Bereich zunächst keine nennenswerten Ortschaften. Der Fluss fließt zwischen East Kilbride und Eaglesham hindurch und erreicht schließlich Waterfoot. Weiter nördlich trennt er die Städte Clarkston und Busby voneinander und stellt ab einem Punkt nördlich von Clarkston den Grenzfluss zwischen East Renfrewshire und Glasgow dar, bevor er im Stadtteil Cathcart vollständig auf Glasgower Gebiet liegt. Das White Cart Water ändert in Cathcart seine Hauptrichtung und fließt fortan nach Westen durch die Stadtteile Pollokshaws, Pollok und Crookston. Schließlich erreicht der Fluss Renfrewshire und ändert in Paisley seine Richtung ein letztes Mal nach Norden. Das White Cart Water passiert den Flughafen Glasgow im Osten und fließt bei Renfrew mit dem Black Cart Water zusammen, um den Cart zu bilden. Dieser mündet nach wenigen hundert Metern in den Clyde.